# Мухаммад Мискинджинский
Мухаммад-бек Мискинджинский (лезг. Мискич Мегьамед-бек) — военный и религиозный деятель Мискинджинского общества, бек. Предводитель военного союза горцев Докузпары, Мискинджи и Алтыпары, участвовавших в Кубинском восстании 1837—1839 гг.  Один из соратников Хаджи Мухаммада в период Кубинского восстания.

## Биография
Ранние годы
Мухаммад Мискинджинский (он же Магомед-бек, Мамед-бек) родился в начале XIX века в лезгинском ауле Мискинджа Самурской долины. С детских лет Мухаммад проявлял большие рвение к изучению исламских наук. В этом помогал отец, а также его дядя. Помимо Мухаммада в семье было ещё 12 детей, которые также получали исламское образование.
Во годы Кавказской войны Мухаммад Мискинджинский начинает переписываться с видными деятелями лезгинского сопротивления того времени, одним из которых был Хаджи Мухаммад Хулухский.
В 1837 году возглавив докузпарино-алтыпаринский отряд, после объединившись с другими отрядами из Кюры, вместе с Шейхом Махмудом Магарамкентским и Шейх Муллой Ахтынским ведут отряды на помощь кубинским лезгинам для участия в кубинском газавате.
Поэт XIX века Джабраил Мискинджави в стихотворении "Воины Шалбуздага", описывал его как храброго воина, умереть рядом с которым считалось за честь:
"Чlулав я валчагъ яслу тир башидин,
Кьуьнтебарал аят ала Къуръандин,
Мегьамед-бек, кьулухъ рехъ чин тийидин,
Патав адан кьин - намус я, аскерар".
Среди многих воинов Мухаммад Мискинджинский проявил особое умение и высокую доблесть в битвах.
В другом документе говорится: "...военно-окружный начальник генерал-маиор Реутт направил из с. Хазры подполковника Бучкиева, с несколькими ротами князя Варшавского полка, для заарестования скрывавшихся мятежников (в том числе Яр-Али, Мамед-бека, Ули-бека и Ага-бека), рассчитывая в то же время, что это движение благотворно повлияет на настроение умов в провинции вообще и в верхних магалах в особенности. Заарестовав в сс. Кара-Кюра, Мискинджа и Микрах 59-ть человек, частью скомпрометированных в мятеже, частью же родственников беглецов, Бучкиев не успел однако захватить главных зачинщиков".